# Guido Tagliaferri
Guido Tagliaferri (Roma, 27 gennaio 1920 – Milano, 1º settembre 2000) è stato un fisico italiano.
Operò nella fisica e nella storia della fisica, con importanti risultati nella ricerca sulla componente penetrante e sulla conservazione del patrimonio culturale scientifico dell'Osservatorio astronomico di Brera.

## Biografia
Nacque a Roma nel 1920, studiò alla Scuola Normale di Pisa dove si laureò nel 1942 con una tesi ove fu relatore il Professor Luigi Puccianti dal titolo “Ricerche spettroscopiche nel lontano infrarosso”. Si sposò con Carla. Morì a Milano.

### La componente penetrante e la fisica milanese tra il 1945 e il 1950
Si trasferì da Pisa a Milano per assumere la posizione di assistente del Professor Giovanni Polvani alla cattedra di Fisica Generale, a partire dal 1 dicembre 1945.  La Milano di quei tempi era ancora sotto la forte pressione della presenza tedesca che, in qualche modo, limitata di mezzi e possibilità lo sviluppo della ricerca scientifica.
I primi lavori di G. Tagliaferri, animati dalla presenza anche di Antonino Mura e Giorgio Salvini, girano attorno alle esperienze e alle riflessioni sulla cosiddetta “componente penetrante” e sugli studi operati da Giuseppe Cocconi e Vanna Togiorgi sui raggi cosmici.
Il primo lavoro (del 1946) del gruppo dal titolo “Osservazioni in camera di Wilson su sparpagliamento laterale delle particelle negli sciami estesi” tratta in modo originale la coincidenza con i contatori di Geiger e Mueller sulla struttura minuta degli sciami estesi in Camera di Wilson.
È un periodo ancora molto complesso per la scuola di fisica di Milano, ancora molto priva di mezzi, sicuramente ancora indietro alla scuola romana, che nell’immediato dopoguerra, poteva già contare su strumenti e finanziamenti più importanti.  In questo periodo, per vincere la sfida, di essere al pari con il resto della ricerca, G. Tagliaferri ed il suo gruppo si inerpicano tra mille difficoltà fino al Lago d’Inferno (in alta quota sulle montagne bergamasche) per studiare più efficacemente i raggi cosmici.
Nel 1947 viene pubblicato un importante articolo su Nature “Presence of a penetrating component in extensive showers in the atmosphere”. (1) con il quale gli autori (G. Tagliaferri incluso) dimostrano che la cosiddetta componente penetrante non veniva solo dall’alto, ma era anche un continuo processo di sviluppi elettromagnetici e nucleari.  Sono diverse le pubblicazione che G. Tagliaferri propone alla comunità scientifica internazionale sul tema della componente penetrante, tra cui, inoltre ricordiamo Physical Review “On the Structure of the penetrating components of air showers”., (G. Tagliaferri e G Salvini).
Il luogo delle ricerche si posta, sulla scia di Edoardo Amaldi, Gilberto Bernardini e Ettore Pancini, a 3500 m di altitudine, precisamente nel Laboratorio di Testa Grigia di Plateau Rosà dove il focus delle ricerche è il Mesone Mu grazie al quale, G. Tagliaferri incominciò un’altra fase della sua carriera di scienziato.

### La ricerca all'estero (dal 1950 al 1960)
Nel 1950 inizio a viaggiare e condurre ricerche all’estero tra Birmingham e Princeton. In quei tempi il suo focus era messa punto una camera di Wilson a sovracompressione per il sincrotrone del CERN. Specialmente a Princeton e a Broohaven lavorò sulle sezioni d’urto di assorbimento in diversi nuclei, dei mesoni negativi e dei protoni.

### Il ritorno in Italia e l'insegnamento (1960-1980)
Nel 1960 vinse un concorso e divenne professore straordinario di Fisica Sperimentale all’Università di Bari, successivamente venne chiamato alla Cattedra di Radioattività dell’Università di Milano. In quei tempi era sempre più enfatizzata una sorta di multidisciplinarità tra le scienze ed un approccio sempre più unificato alla risoluzione dei grandi problemi della fisica, forse fu per questo motivo che divenne il Direttore di Sezione del INFN ed il Responsabile per il Ciclotrone AVF (azimuthally varying magnetic field) costruito tra il 1962 ed il 1965 (2) Il fisico Beppo Occhialini, spesso partecipe delle numerose momenti di intrattenimento culturale animati da Guido Taglieferri, ricorda questo “Quando c’è Guido Tagliefferi, Milano diviene una piccola Atene”.  E forse questo il segnale di una sempre maggior necessità di Guido Tagliaferri di “fare pace con la storia” per addivenire ad momento di sintesi più ampio.

### La vita da storico della fisica (1980-2000)
Nel 1979 Guido Tagliaferri abbandonò la ricerca in fisica e dedicò il resto della sua vita alla storia, in particolare alla storia della fisica e delle scienze. In modo piuttosto rapido, pubblica “Storia della Fisica Quantistica” nel 1985 un testo fondamentale nel quale è forte applicazione delle fonti primarie della storia della fisica come elementi fondanti per nuove ricerche. Il principio di un sano ed onesto confronto con la storia, portò Guido Tagliaferri ad un importante impegno per contrastare la dispersione del patrimonio scientifico e storico dell’Osservatorio Astronomico di Brera che già nel 1975, al momento della sua chiusura, era fortemente compromesso. È a Guido Tagliaferri che si deve il riordino dell’archivio storico, il restauro delle cupole d’osservazione e degli strumenti scientifici storici.  Questo periodo per Guido Tagliaferri fu un intenso momento anche per la produzione di articoli e pubblicazione organizzate in tre gruppi d’interesse (l’allontanamento di Boscovich, la procedura di Gauss per esprimere il campo magnetico in funzione delle grandezze fondamentali, lo studio sui documenti di Laplace conservati nell’archivio). Il forte connubio tra tutela del patrimonio storico scientifico e la ricerca furono la base per la costituzione del Gruppo Nazionale di Storia della Fisica, di cui Guido Tagliaferri fu il primo Presidente.

## Opere
(1)	MURA, A., SALVINI, G. & TAGLIAFERRI, G. Presence of a Penetrating Component in Extensive Showers in the Atmosphere. Nature 159, 367–369 (1947). https://doi.org/10.1038/159367b0
(2)	Initial operation of the milan avf cyclotrono a cura di E. Acerbi, M Castiglioni, G. Dutto, M Fois, A. Luccio, F. Resmini, G. Strini, C. Succi, G. Tagliaferri, Nuovo Cimento, 1965